# Bufonia yildirimhanii
Bufonia yildirimhanii är en nejlikväxtart som beskrevs av Ilçim och Behçet. Bufonia yildirimhanii ingår i släktet Bufonia och familjen nejlikväxter. Inga underarter finns listade i Catalogue of Life.